# Tout et son contraire
Albums de Florent Pagny
C'est comme ça
(2009) Ma liberté de chanter - Live acoustic
(2012)
Singles
1. Si tu n'aimes pas Florent Pagny
Sortie : 1er octobre 2010
2. Te jeter des fleurs
Sortie : 16 novembre 2010
3. 8e merveille
Sortie : 4 mars 2011
4. Je laisse le temps faire (en duo avec Pascal Obispo)
Sortie : 30 juillet 2011

Tout et son contraire est le 13e album studio de Florent Pagny paru le 8 novembre 2010.  C'est le premier album de l'artiste produit par le label AZ, appartenant au groupe Universal.
Tout et son contraire est un disque de chansons inédites et originales, composées et écrites par ses partenaires de longue date : Calogero (2 chansons dont Si tu n'aimes pas Florent Pagny), Marc Lavoine (pour le titre Te jeter des fleurs), Daran, Pascal Obispo et Lionel Florence. Florent Pagny a aussi collaboré avec plusieurs artistes de la nouvelle génération dont John Mamann, Grégoire (2 chansons), Vincent Baguian (pour le titre Si tu n'aimes pas Florent Pagny) et Jérôme Attal. Fabrice Aboulker (également pour le titre Te jeter des fleurs) et Emmanuelle Cosso-Merad ont aussi participé à l'album.
Le disque a été réalisé en majeure partie par Frédéric Lo, Calogero (pour 2 titres), et Pascal Obispo.
L’illustration de ce nouvel opus a été confiée à Barbara D’Allessandri et Fabien Verschaere (plasticien et dessinateur d’art contemporain mondialement reconnu).
Les deux premiers singles extraits de l'album, Si tu n'aimes pas Florent Pagny et Te jeter des fleurs sont disponibles en téléchargement, depuis respectivement le 13 septembre et le 1er novembre 2010.

## Titres de l'album
| No  | Titre                                                | Paroles                               | Musique                              | Durée |
| --- | ---------------------------------------------------- | ------------------------------------- | ------------------------------------ | ----- |
| 1.  | Si tu n'aimes pas Florent Pagny                      | Vincent Baguian                       | Calogero                             |       |
| 2.  | Te jeter des fleurs                                  | Marc Lavoine                          | Fabrice Aboulker                     |       |
| 3.  | C'est le soir que je pense ma vie                    | Jérôme Attal - Emmanuelle Cosso-Merad | William Rousseau - Jean-Pierre Pilot |       |
| 4.  | Je laisse le temps faire (en duo avec Pascal Obispo) | Lionel Florence                       | Pascal Obispo                        |       |
| 5.  | 8e merveille                                         | Élodie Hesme                          | John Mamann                          |       |
| 6.  | Tout et son contraire                                | Emmanuelle Cosso-Merad - Jérôme Attal | Daran                                |       |
| 7.  | J'ai tort                                            | Grégoire Boissenot                    | Grégoire Boissenot                   |       |
| 8.  | J'ai arrêté de rêver                                 | Élodie Hesme                          | John Mamann                          |       |
| 9.  | Après l'amour                                        | Marie Bastide                         | Calogero - Jérôme Bardon-Lewy        |       |
| 10. | La Paix                                              | Grégoire Boissenot                    | Grégoire Boissenot                   |       |
| 11. | Chacun est un cas                                    | Pierre-Yves Lebert                    | Alain Lanty                          |       |

## Classements
| Pays                   | Meilleure position |
| ---------------------- | ------------------ |
| France                 | 1                  |
| Belgique (Francophone) | 1                  |
| Suisse                 | 31                 |